# TT264
La tombe thébaine TT 264 est située à El-Khokha, dans la nécropole thébaine, sur la rive ouest du Nil, face à Louxor en Égypte.
C'est la tombe d'un dénommé Ipiy, superviseur en chef du bétail du Seigneur des Deux Terres, qui vivait sous les règnes de Ramsès II puis Mérenptah (XIXe dynastie). 